# Comitatul Coconino, Arizona
Comitatul Coconino, în original Coconino County (cod FIPS, 04-005), este unul din cele 15 comitate ale statului  Arizona,  Statele Unite ale Americii, fiind localizat în partea sa central nordică. Este o parte a zonei numită Flagstaff Metropolitan Statistical Area.
Conform ultimului recensământ al Uniunii, Census 2000, efectuat de United States Census Bureau, populația comitatului era de 116,320. Sediul comitatului este orașul Flagstaff. Ca suprafață, Coconino County este, după Comitatul San Bernandino din California, cel de-al doilea cel mai extins comitat din cele 48 de state continentale ale Statelor Unite.
Coconino County conține faimosul Grand Canyon National Park, întreg arealul Națiunii Havasupai, respectiv părți ale Națiunii Navajo, Națiunii Hualapai și Națiunii Hopi. Numele Coconino este derivat din numele Cosnino, unul din numele dat nativilor americani din tribul Havasupai.
Comitatul Coconino are o populație relativ mare de nativi americani, care reprezintă aproximativ 30% din populația totală a comitatului, constând din nativi Navajo, cea mai mare parte, la care se adaugă mici grupuri din fostele triburi, numite actualmente națiuni, Hualapai, Havasupai, Hopi, dar și alte grupuri.

## Istoric

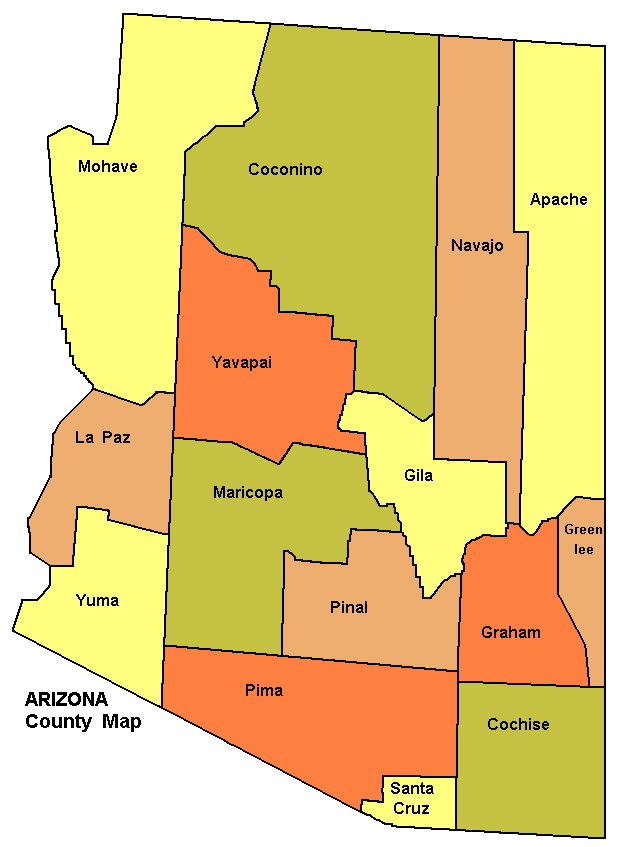
Harta statului Arizona cu cele 15 comitate ale sale.

După construirea, în 1883, a celei de-a doua linii de cale ferată care unea cele două oceane, cunoscută ca Atlantic & Pacific Railroad, regiunea aflată la nordul comitatului Yavapai a început să cunoască o dezvoltare rapidă. Locuitorii nordului comitatului Yavapai, care era simultan și nordul statului Arizona, trebuiau să călătorească distanțe lungi până în orașul Prescott, sediul comitatului .  De asemenea, și în mod îndreptățit, aceștia erau conștienți că reprezintă o entitate care putea constitui un nou comitat.  În 1887, a fost înaintată o petiție legislaturii statului pentru crearea, prin desprinderea de comitatul Yavapai, a unui nou comitat, intitulat formal Frisco County.  Oricum, timp de patru ani, până în 1891, când comitatul Coconino a fost format administrativ, regiunea nordică a statului a fost parte a comitatului Yavapai.  Sediul comitatului nou format a fost ales orașul Flagstaff, care este sediul comitatului și astăzi.

## Geografie
Conform datelor statistice furnizate de biroul de recensăminte al Statelor Unite, United States Census Bureau, comitatul are o suprafață de 18,661 square miles, adică de 48.332 km², din care, 18,617 square miles, adică 48.219 km², reprezintă uscat și doar 44 square miles, adică 113 km², sau 0.23%, reprezintă apă.  Este mai mare geografic decât Danemarca, care are o populație de 5,3 milioane locuitori, având mai mult uscat decât oricare din următoarele state ale Uniunii, Connecticut, Delaware, Hawaii, Maryland, Massachusetts, New Hampshire, New Jersey, Rhode Island sau Vermont.

### Comitatele învecinate
- Comitatul Mojave,  Arizona, la vest
- Comitatul Yavapai, Arizona, la sud
- Comitatul Gila, Arizona, la sud
- Comitatul Navajo, Arizona, la est
- Comitatul San Juan,  Utah, la nord-est
- Comitatul Kane, Utah, la nord

## Demografie
Conform US Census 2000, existau 116.320 locuitori, 40.448 locuințe și 26.938 familii care locuiau în comitat. Densitatea populației era de 2 locuitori pe un kilometru pătrat sau 6 locuitori pe o milă pătrată. Existau 53.443 unități locuibile la o densitate medie de una per km2 sau 3 pe o milă pătrată. Componența etnică fusese de 63.09% caucazieni, 28.51% nativi americani, 1.04% negri ori africani americani, 0.78% asiatici, 0.09% Pacific Islander, 4.13% de alte etnicități. 18.59 % din populația comitatului vorbește limba Navajo acasă, în timp ce 6.58% vorbește spaniola  Arhivat în 16 octombrie 2015, la Wayback Machine..

## Orașe și localități
- Flagstaff
- Fredonia
- Page

Map showing the borders for incorporated and unincorporated areas in Coconino County. Also shown are borders for Indian reservations.

- Sedona (o parte a localității Sedona se găsește în Comitatul Yavapai)
- Supai
- Williams

## Zone neîncorporate
- Bitter Springs
- Cameron
- Doney Park, 8 – 10 km nord de Flagstaff, practic parte a sa
- Grand Canyon Village
- Greenehaven
- Happy Jack
- Jacob Lake
- Kachina Village, 6 km la sud de Flagstaff, practic parte a sa
- Kaibito
- Lechee
- Leupp
- Moenkopi
- Mountainaire, la 6 km sud de Flagstaff, practic parte a sa
- Munds Park, la 16 km sud de Flagstaff, practic parte a sa
- Parks
- Tonalea
- Tuba City
- Tusayan
- Valle
- Winona